# Ludvig 1. af Luxemburg, greve af Ligny, Saint-Pol og Brienne
Ludvig 1. af Luxemburg, greve af Ligny, Saint-Pol og Brienne (født 1418, død 19. december 1475 i Paris) var greve af Saint-Pol (ved Pas-de-Calais), Brienne (i Aube), af Conversano (i Apulien, Italien), Ligny (i Lothringen) og af Guise (i Aisne). Desuden var han herre til Enghien (i Belgien), til Roussy (i Moselle) og til Beaurevoir  (i Aisne).
 

## Connétable de France
I 1465 blev Ludvig 1. af Luxemburg udnævnt til Connétable de France, der Frankrigs højeste militære embede. Ludvig havde store personlige ambitioner, og han var illoyal over for kongen. I 1475 blev han henrettet for højforræderi. 
Ludvig 1. var søn af Peter 1. af Luxemburg, greve af Saint-Pol og Brienne og blev selv far til Peter 2. af Luxemburg, greve af Saint-Pol, farfar til Marie af Luxemburg, grevinde af Vendôme og oldefar til Karl af Vendôme.